# Kéo mí mắt

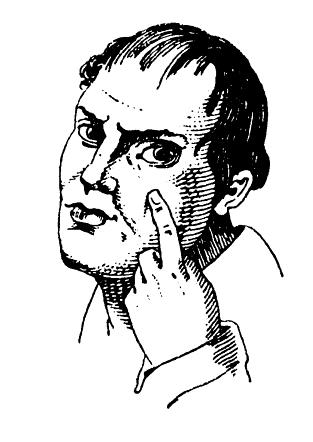
Hình ảnh người đàn ông làm động tác tay "kéo mí mắt", do Di Jorio xuất bản năm 1832 tại Napoli nước Ý.

Kéo mí mắt là động tác dùng ngón tay để kéo mí mắt dưới xuống sâu hơn, lộ ra nhiều nhãn cầu hơn. Cử chỉ này có ý nghĩa khác nhau tại những nền văn hóa khác nhau, nhưng ở nhiều nền văn hóa, nhất là tại vùng Địa Trung Hải, lại biểu thị sự cảnh giác hoặc lời cảnh báo cần thận trọng. Trong tiếng Ý, người ta có thể nói occhio (con mắt) mà không nhất thiết phải kèm theo cử chỉ này nhằm biểu thị điều tương tự.